# Grensbarrière

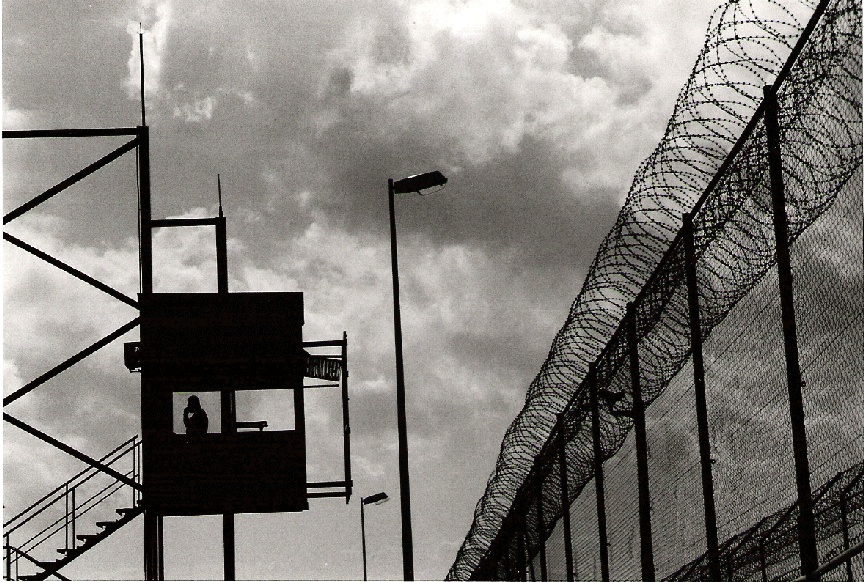
Het grenshek rond Melilla (2008).

Een grensbarrière, grensmuur of grenshek is een versperring die langs of nabij een internationale grens loopt, of de buitengrens van een gebied beschermt. Dergelijke barrières worden doorgaans opgericht voor grenscontrole, om bijvoorbeeld illegale immigratie tegen te gaan, of mensenhandel en smokkel. Sommige grensbarrières worden gebouwd als landsverdediging, of om veiligheidsredenen. In het geval van een betwiste of onduidelijke grens kan het opwerpen van een barrière de facto dienen als een unilaterale vastlegging van een territoriale claim, als vervanging van een formele afbakening. Een grensbarrière ligt meestal niet op de exacte locatie van de werkelijke grens zelf, en wordt gewoonlijk eenzijdig door een land gebouwd, zonder de toestemming of medewerking van het andere land. 
De oudste grensbarrières bestonden uit aarden wallen, heggen of grachten. Later werden muren opgetrokken, nog later hekwerk met prikkeldraad of staalplaten, al dan niet aangevuld met schrikdraad onder stroom en met wachttorens. Fysieke barrières worden ook aangevuld met systematische patrouilles, zoals in Europa door Frontex, aan de Mexicaans-Amerikaanse grens met het Minutemanproject of door de Indiase Border Security Force aan de grens met Bangladesh. 

## Geschiedenis
Doorheen de geschiedenis zijn overal ter wereld ontelbare verdedigingslinies gebouwd, gericht tegen ongewenste indringers. Een klein deel daarvan is goed bewaard gebleven, of uitvoerig beschreven door historici. 

### Tot 1899
- Muur van Madukkarai (1-100 n.Chr.) tussen drie koninkrijken in Zuid-India
- Limes Germanicus (83-260 n.Chr.) tussen het Romeinse Rijk en Germania
- Muur van Hadrianus (117-138 n.Chr.) aan de grens tussen Engeland en Schotland
- Muur van Antoninus (ca. 142 n. Chr.) in het huidige Schotland
- Muur van Macau (157 n.Chr.) rond Macau.
- Grote Muur van Gorgan (400-500 n.Chr.) in Golestan, noord-Iran
- Muur van Anastasius (ca. 500 n.Chr.) nabij Constantinopel, huidig Turkije
- Cheolli Jangseong (631-1044 n.Chr.) in Noord-Korea en noordoost-China
- Chinese Muur (1368-1644, met voorlopers vanaf 722 v. Chr.) aan de noordgrens van China; er bestond ook een “Zuidelijke Muur”, in het zuiden van China
- Danevirke (808-1864) tussen Denemarken en Duitsland.
- Grote haag van India (1803-1879), een douanebarrière in India
- Zanja de Alsina (1870) in Argentinië, ter verdediging van de provincie Buenos Aires tegen invallen van de Mapuche.

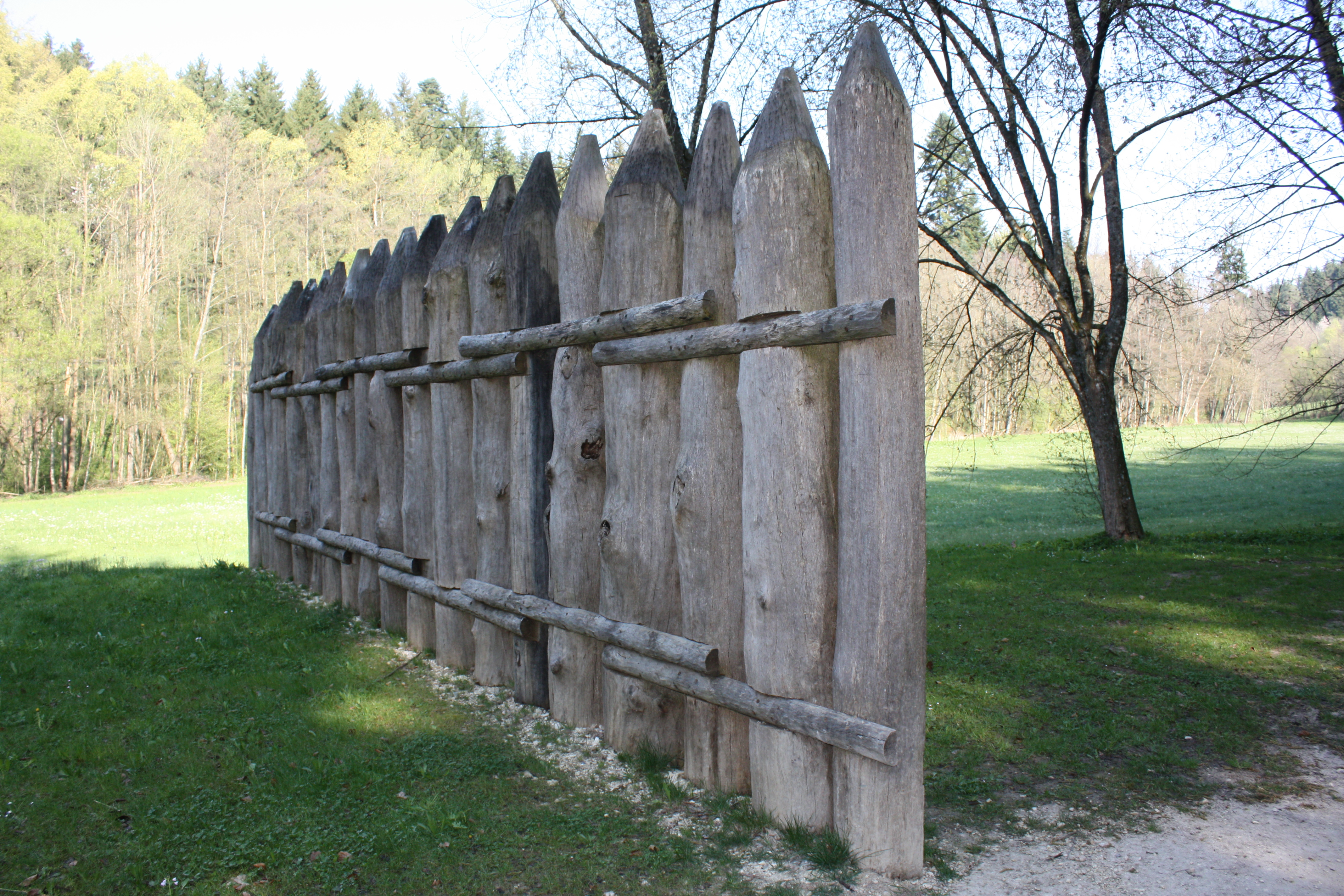
Romeinse palissade (reconstructie)
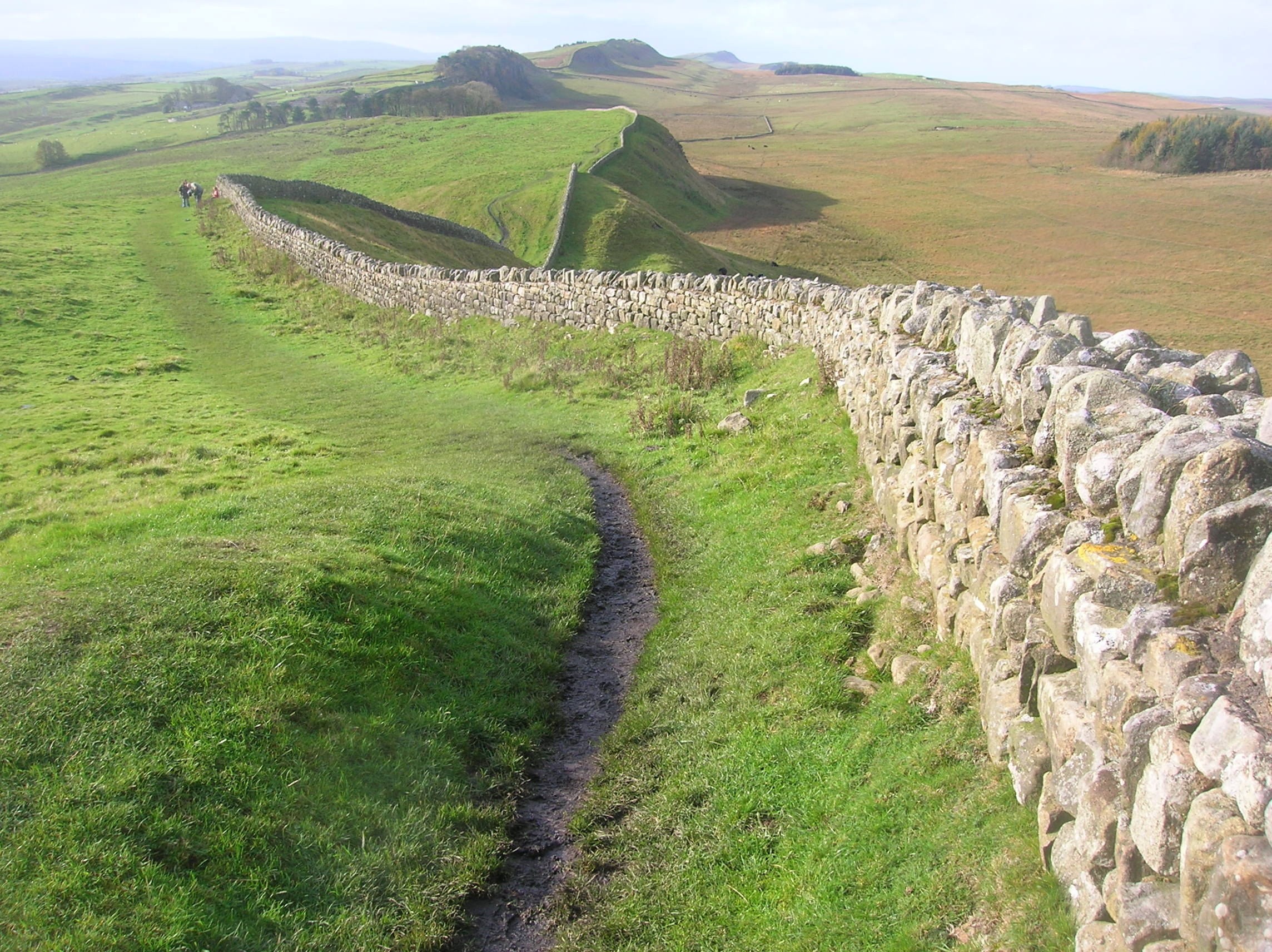
Muur van Hadrianus
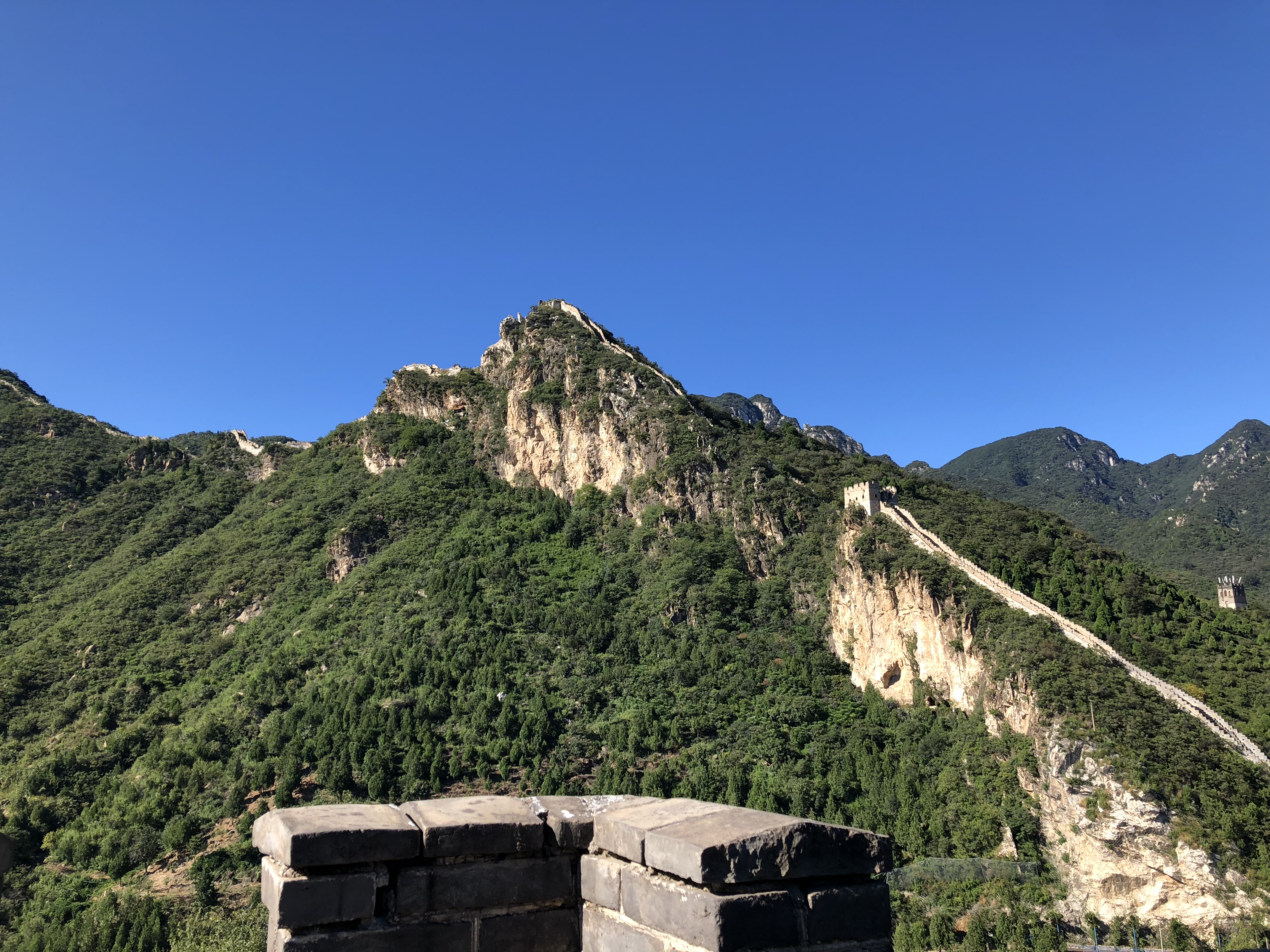
Chinese Muur
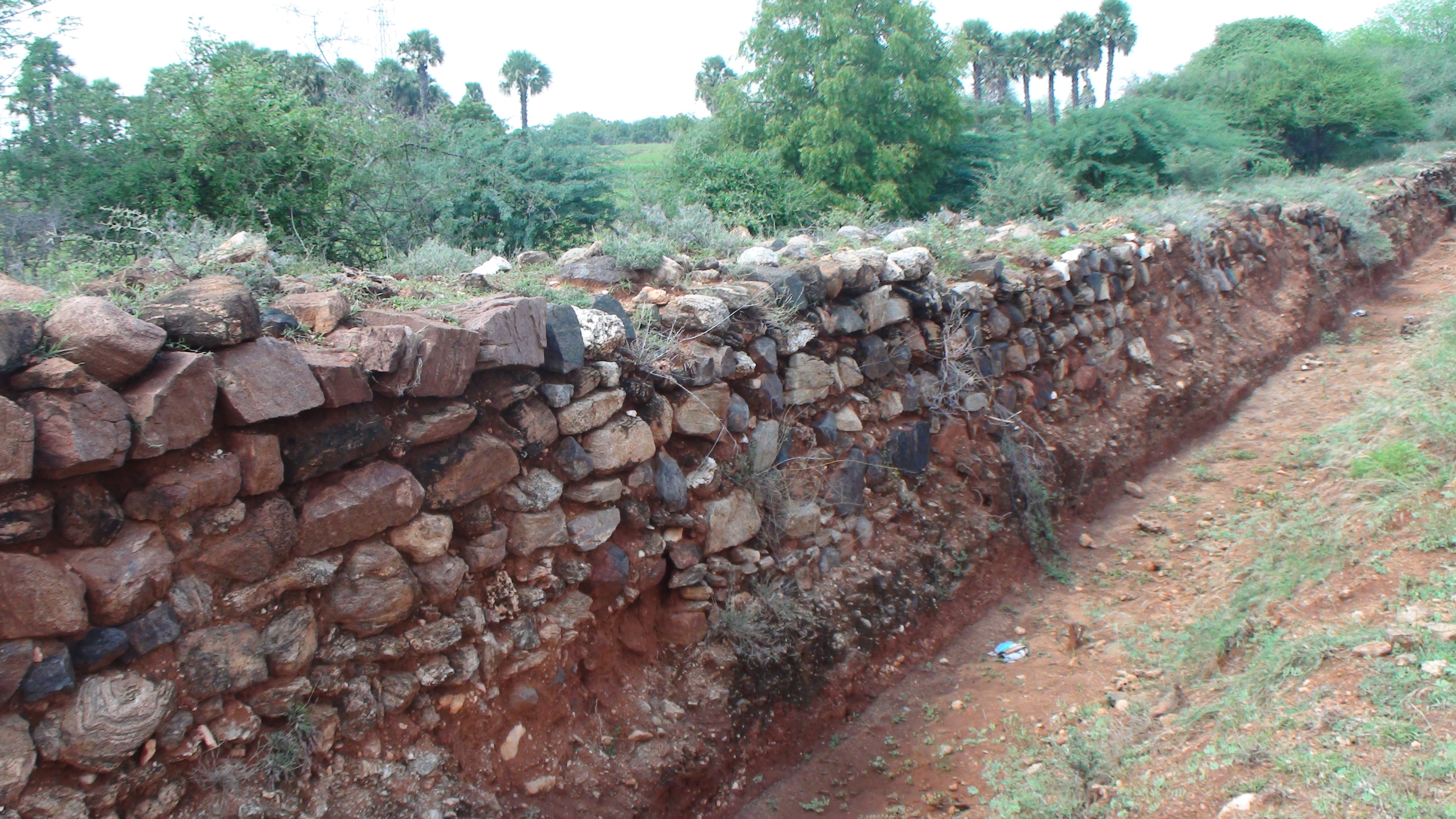
Muur van Madukkarai
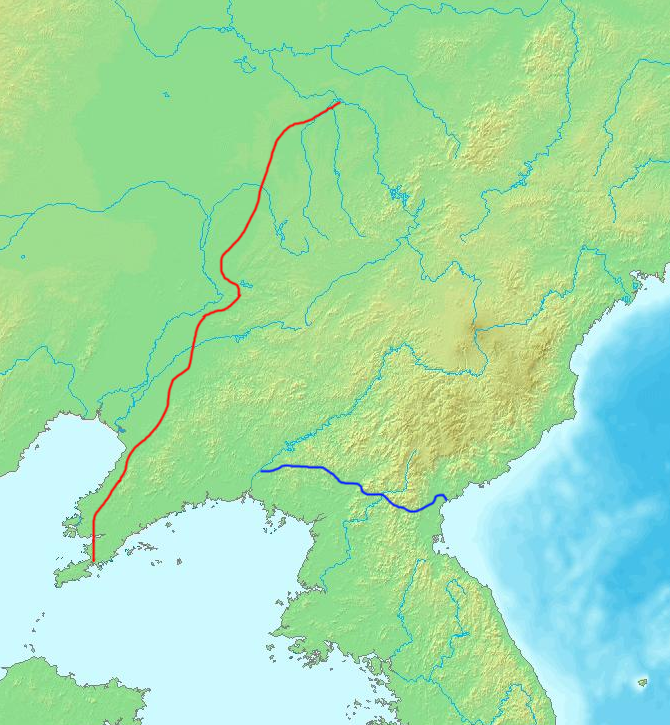
Cheolli Jangseong
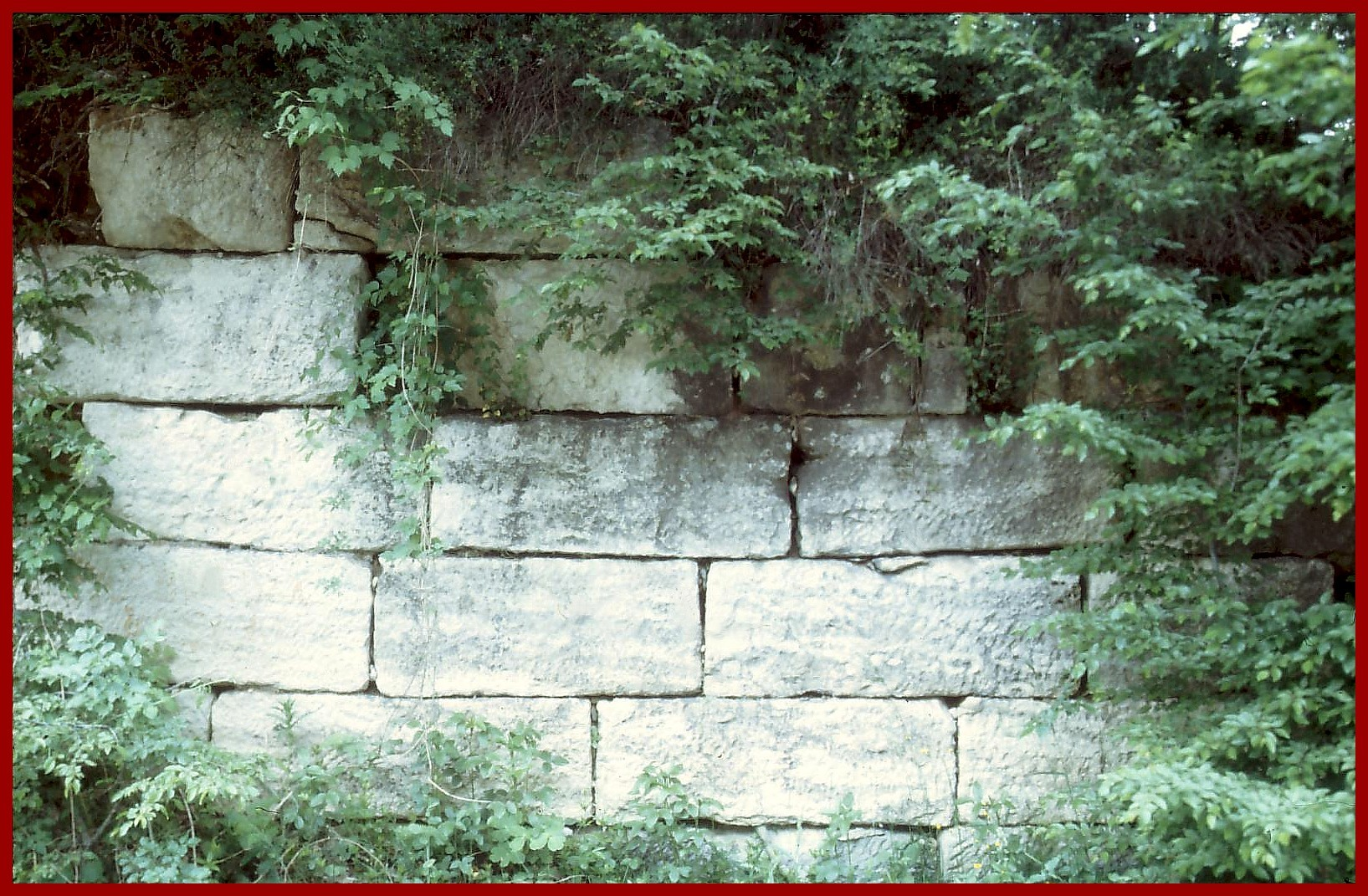
Muur van Anastasius
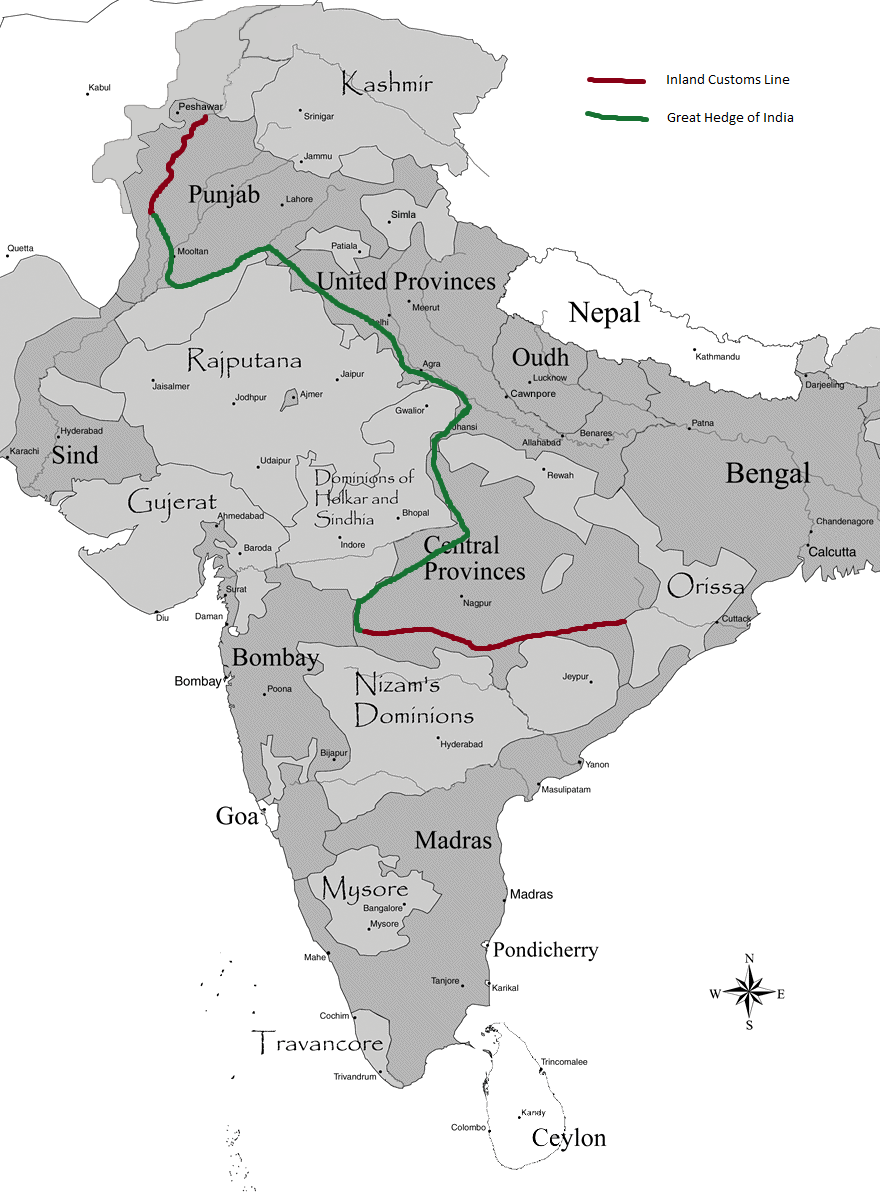
Grote haag van India
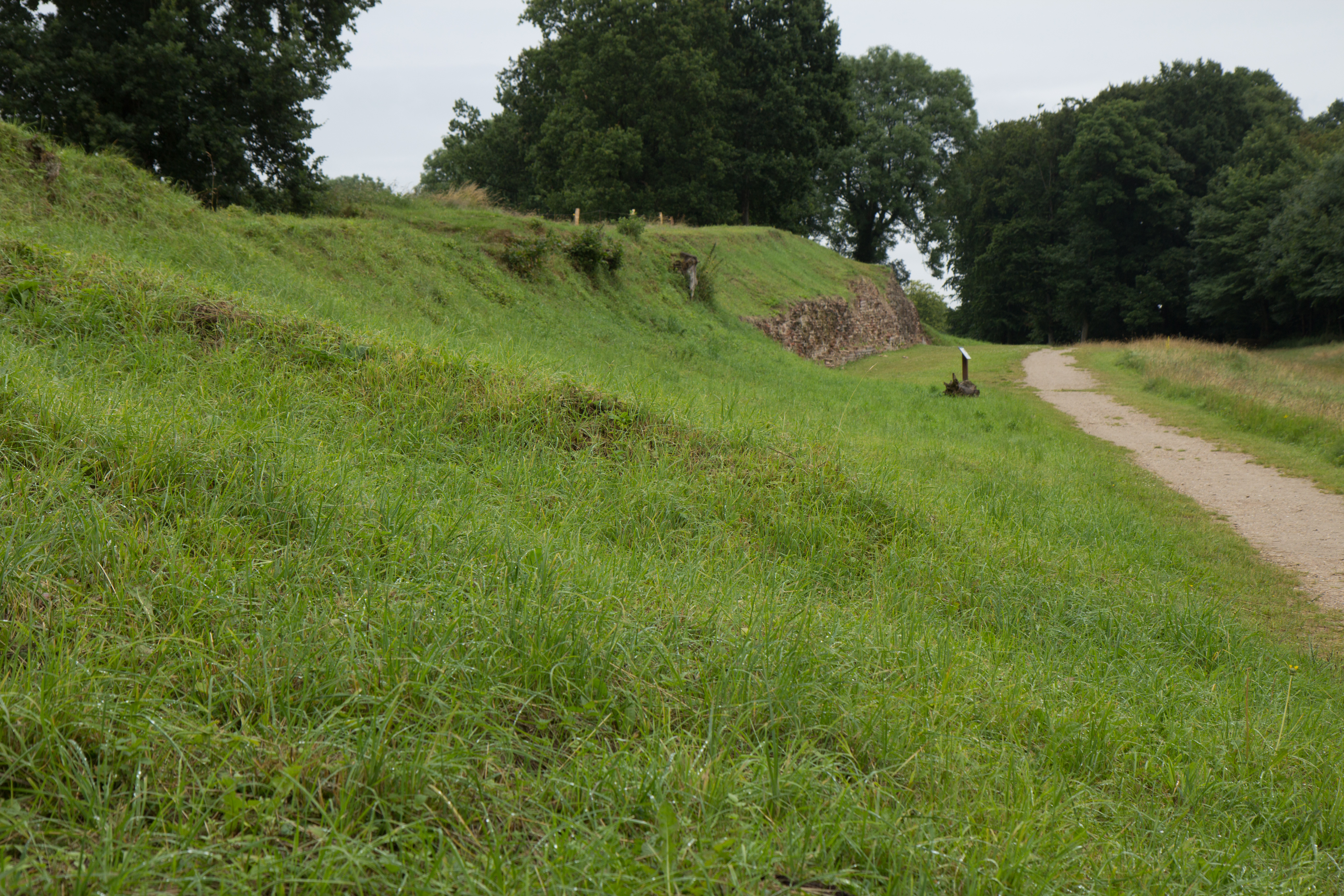
Danevirke
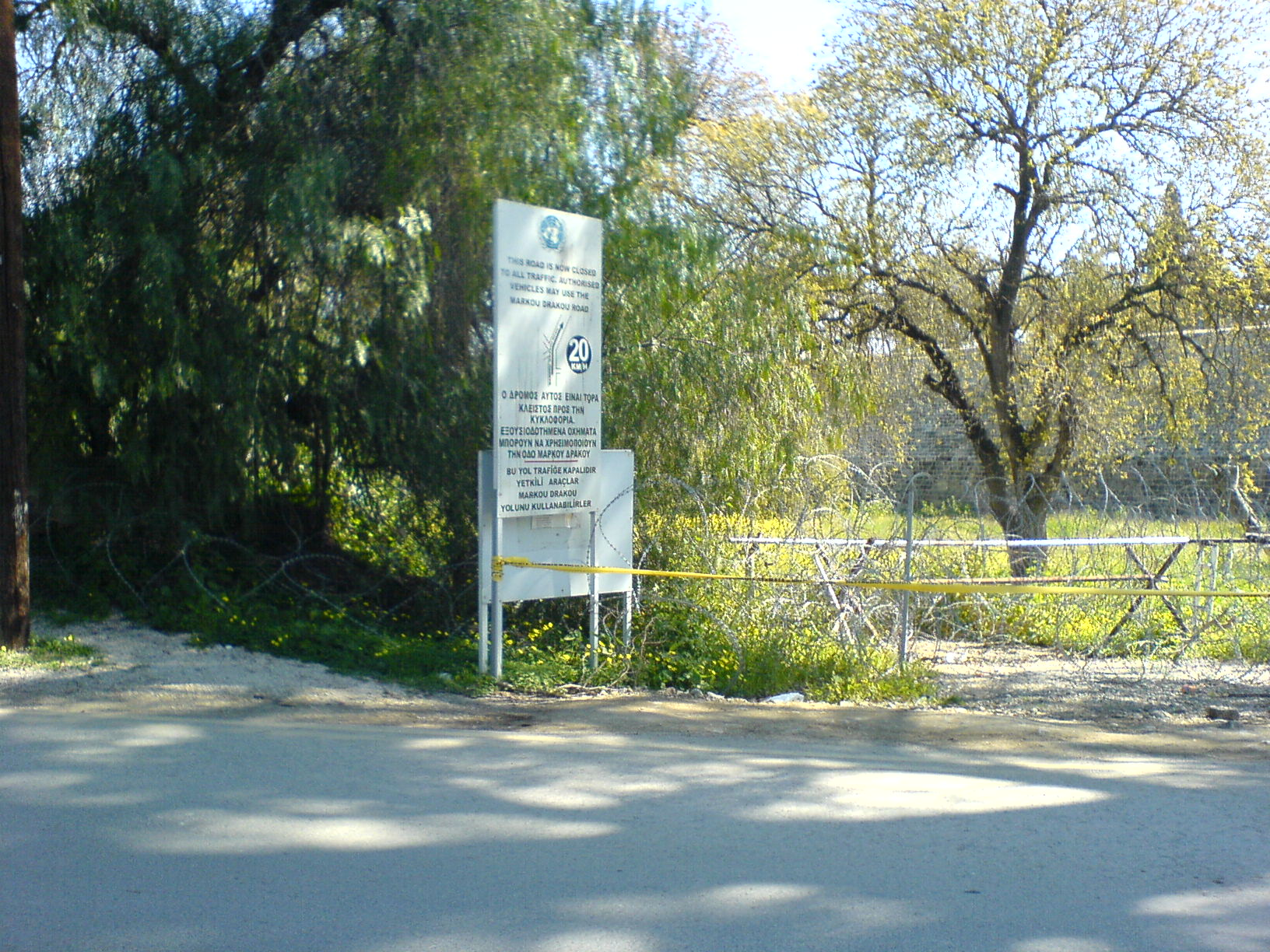
VN-bufferzone in Nicosia, Cyprus

### 1900-1999
- Dodendraad (1914-1918) tussen België en Nederland
- Tsjechoslowaakse grensversterkingen (1935-1938) tussen Tsjechoslowakije en Duitsland
- Maginotlinie (1930-1938) tussen Frankrijk en Duitsland
- Sovjet-grensbarrières, westelijk met Noorwegen, Finland en Polen; oostelijk met China en Noord-Korea
- IJzeren Gordijn (1945-1989) tussen Oost- en West-Europa
  - Berlijnse Muur, onderdeel van het IJzeren Gordijn
- Panamakanaalzone (1950-1999), afgeschermd door een hek.

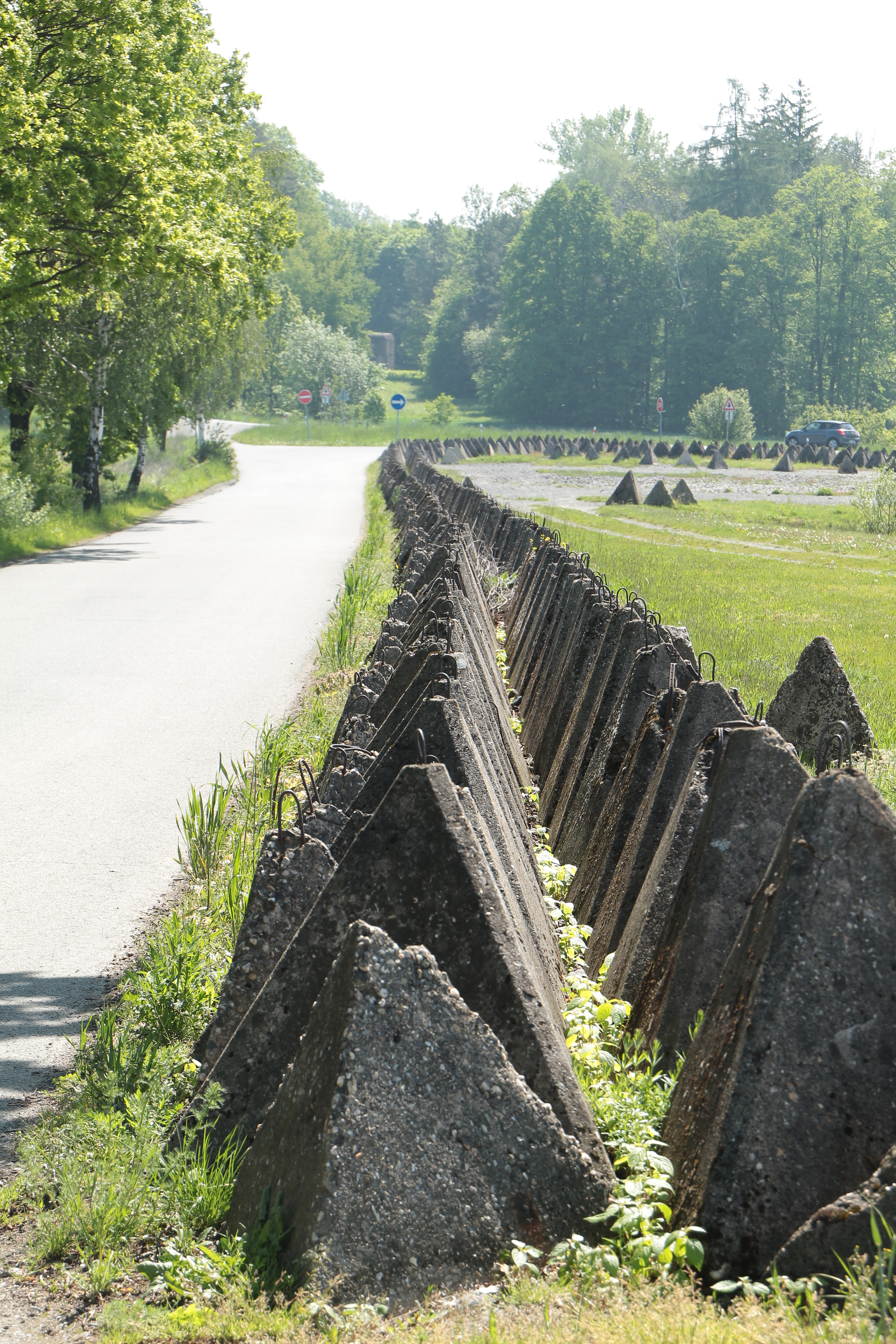
Tsjechoslowaakse grens
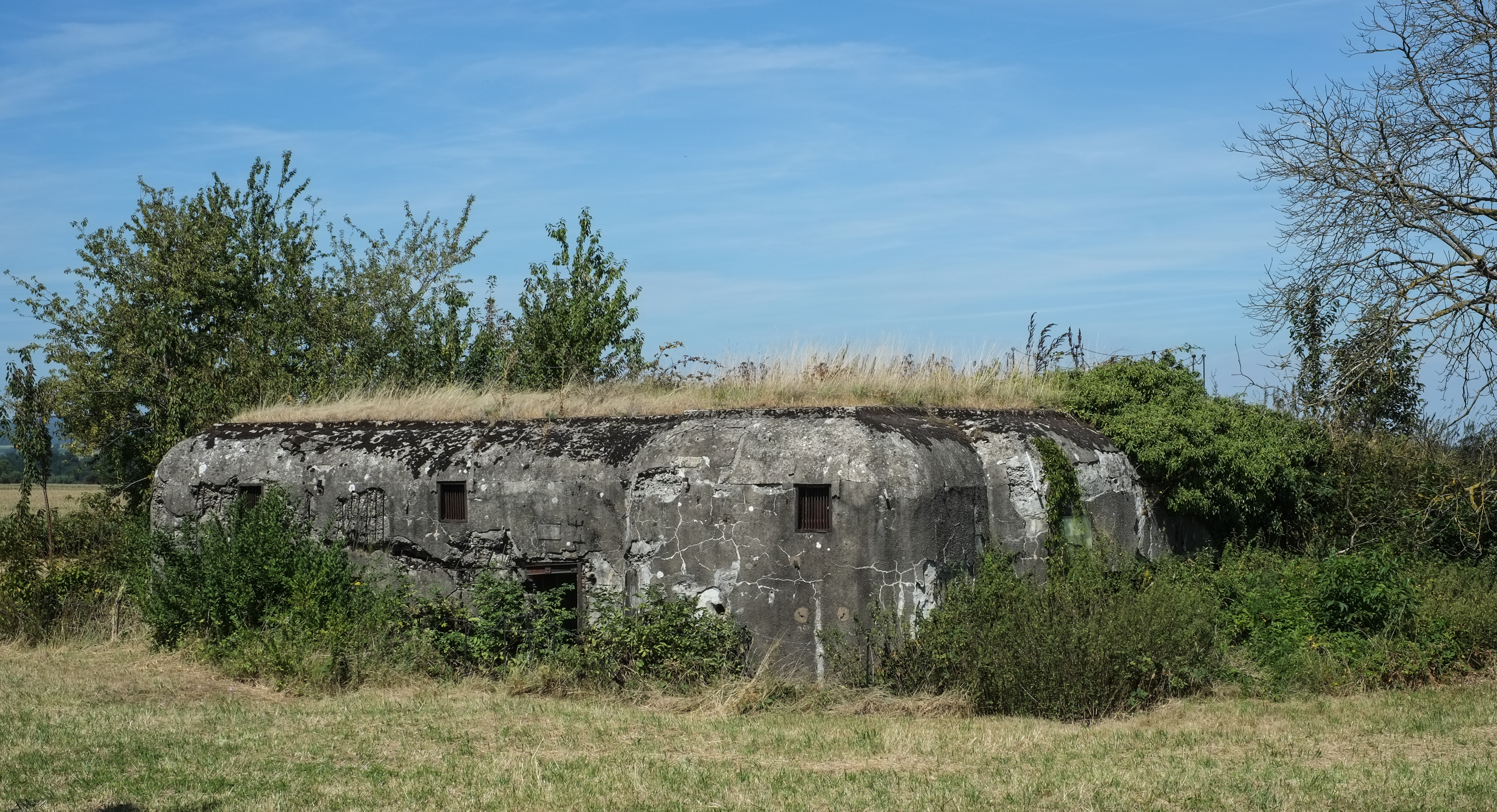
Maginotlinie
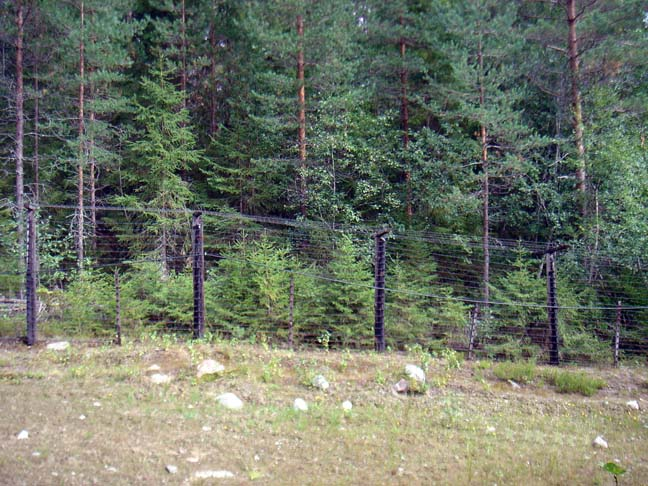
Sovjet-Fins grenshek C-175 "Gardina"
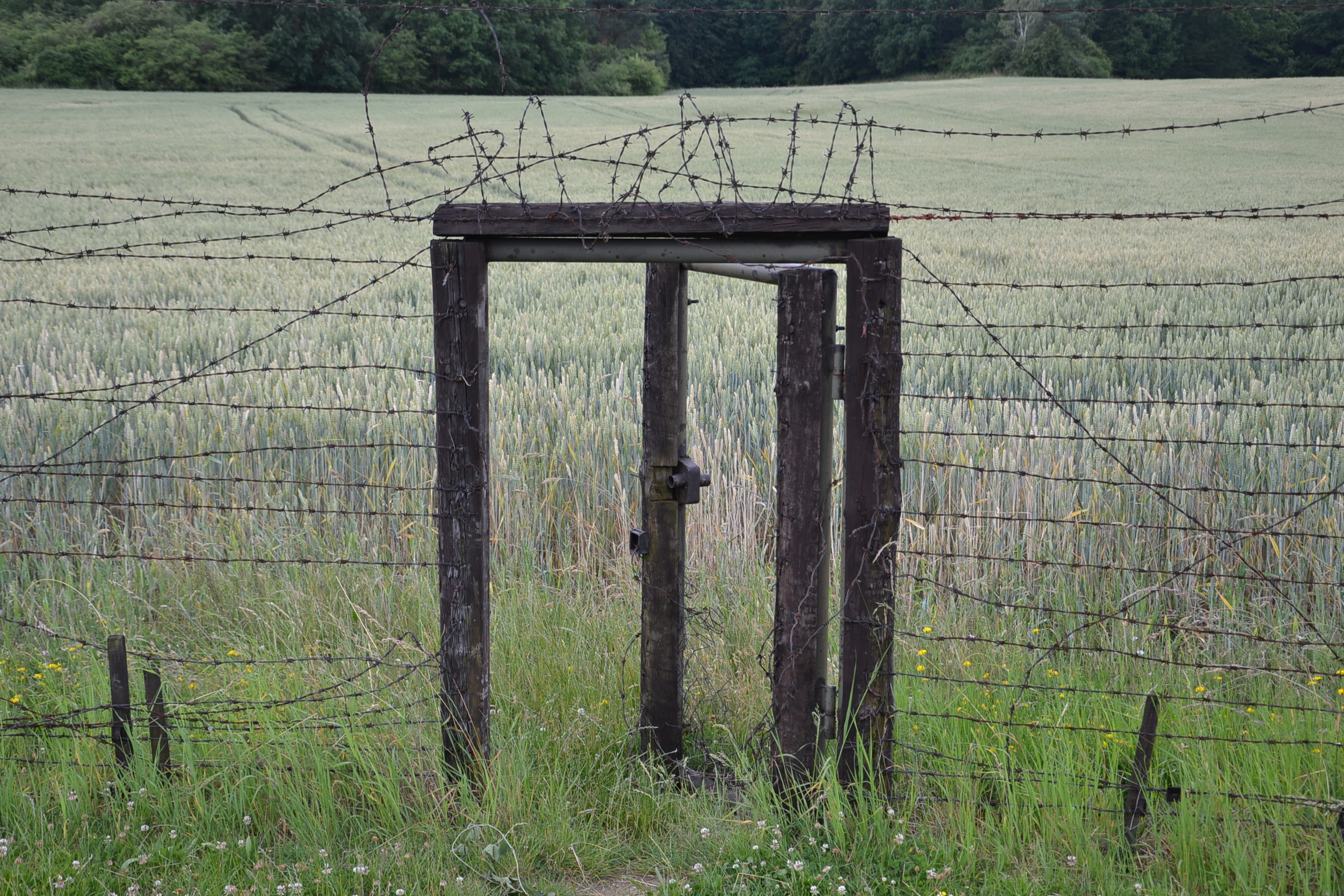
IJzeren Gordijn
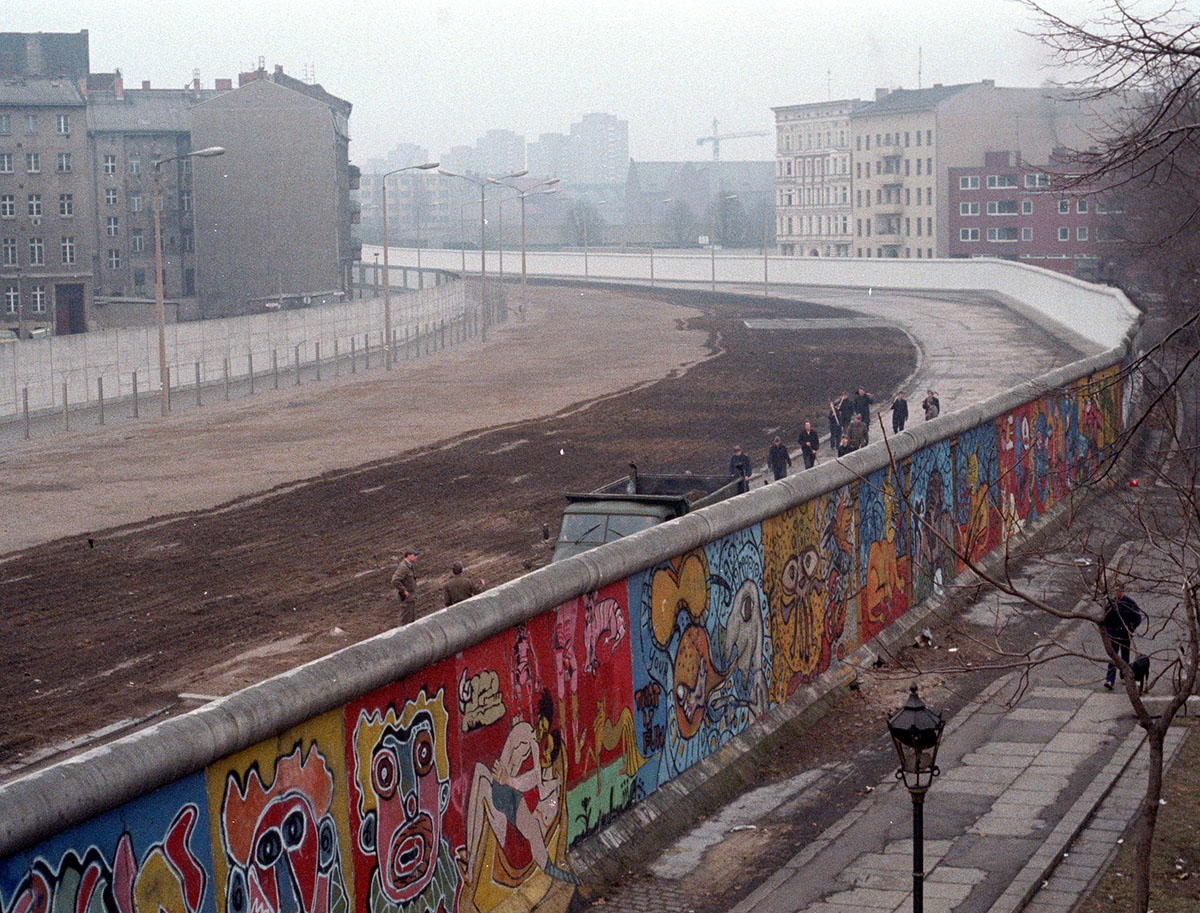
Berlijnse Muur
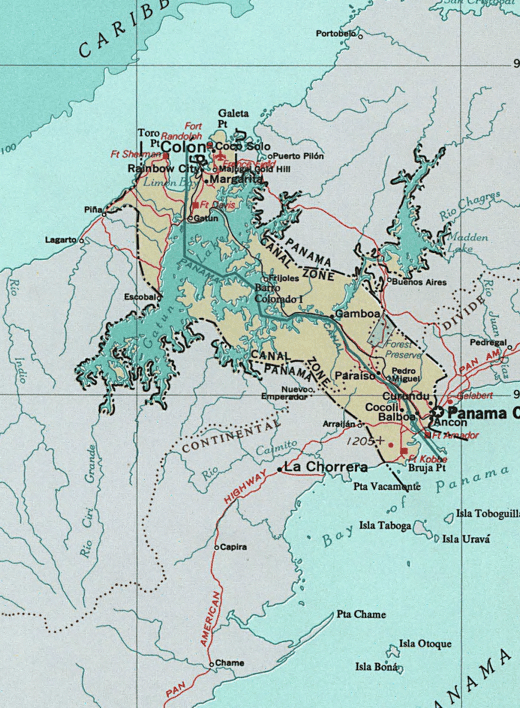
Panamakanaalzone

### 2000-heden
Naast de reeds jaren bestaande grensbarrières werden in Europa sedert de vluchtelingencrisis van 2015 vooral in Oost- en Zuidoost-Europa nieuwe grenshekken opgetrokken, onder meer tussen Bulgarije en Griekenland en hun grens met Turkije, of tussen Hongarije en Servië. Het onderzoeksrapport The Business of Building Walls illustreert de forse toename van het hekwerk sedert 2015.
Grensbarrières van de jongste decennia zijn onder meer:
- Grenshek met Ceuta (Ceuta/Marokko)
- Grenshek met Melilla (Melilla/Marokko)
- Marokkaanse barrière (door Marokko beheerst deel van de Westelijke Sahara / Vrije zone)
- Israëlische Gazastrookbarrière (Israël/Gaza)
- Israëlische Westoeverbarrière (Israël/Palestina)
- Muren van Belfast (Noord-Ierland)
- Grensmuur Mexico-Verenigde Staten (Mexico/Verenigde Staten)
  - Muur van Trump, onderdeel van deze grensmuur
- Grens tussen Bangladesh en India
- Line of Control tussen India en Pakistan in Jammu en Kasjmir
- Koreaanse gedemilitariseerde zone
- VN-Bufferzone tussen Grieks-Cyprus en Turks-Cyprus op het eiland Cyprus
- Zuid-Ossetië en Abchazië
- Grensbarrière Polen-Wit-Rusland
- Grensbarrière Bulgarije-Turkije.

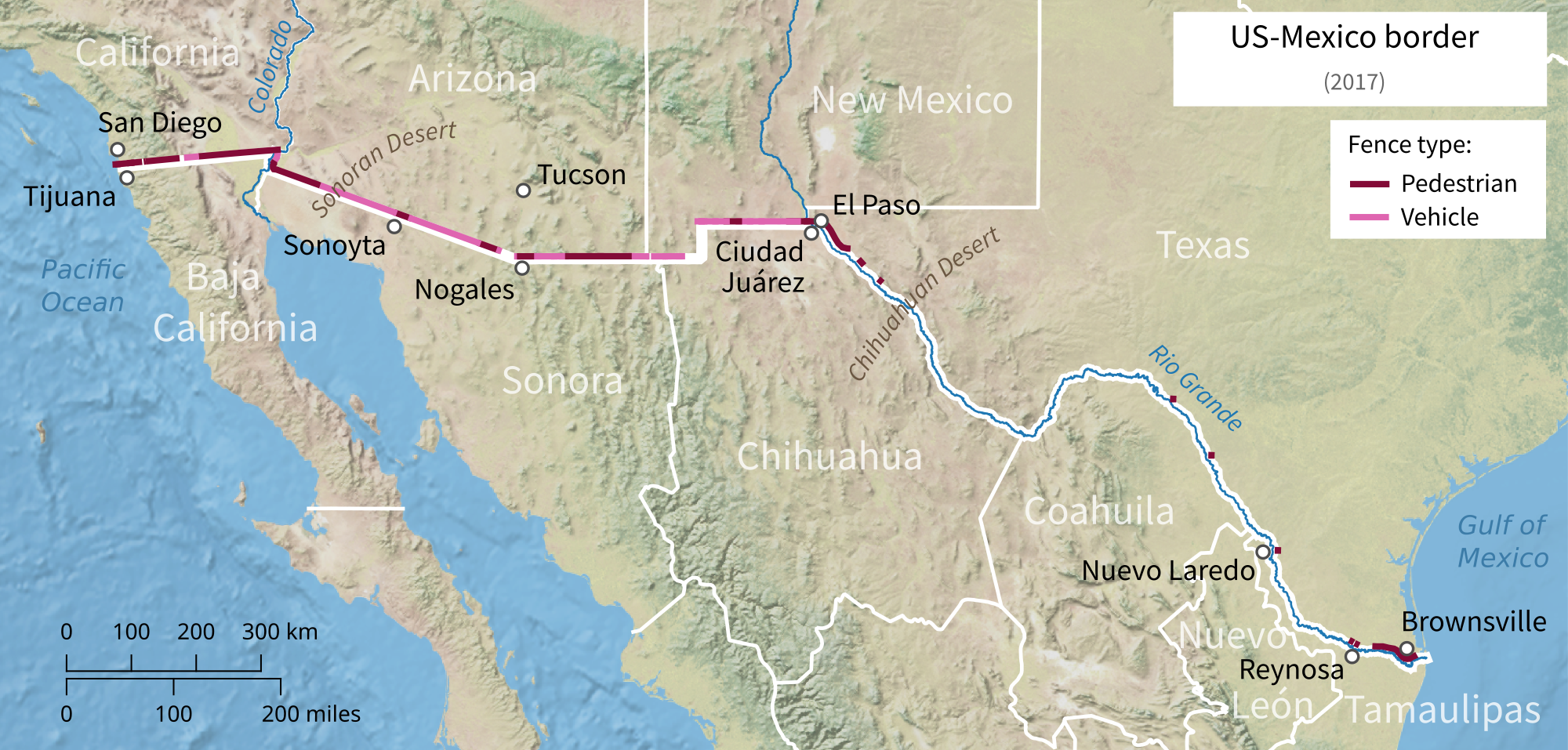
Grensmuur Mexico-Verenigde Staten
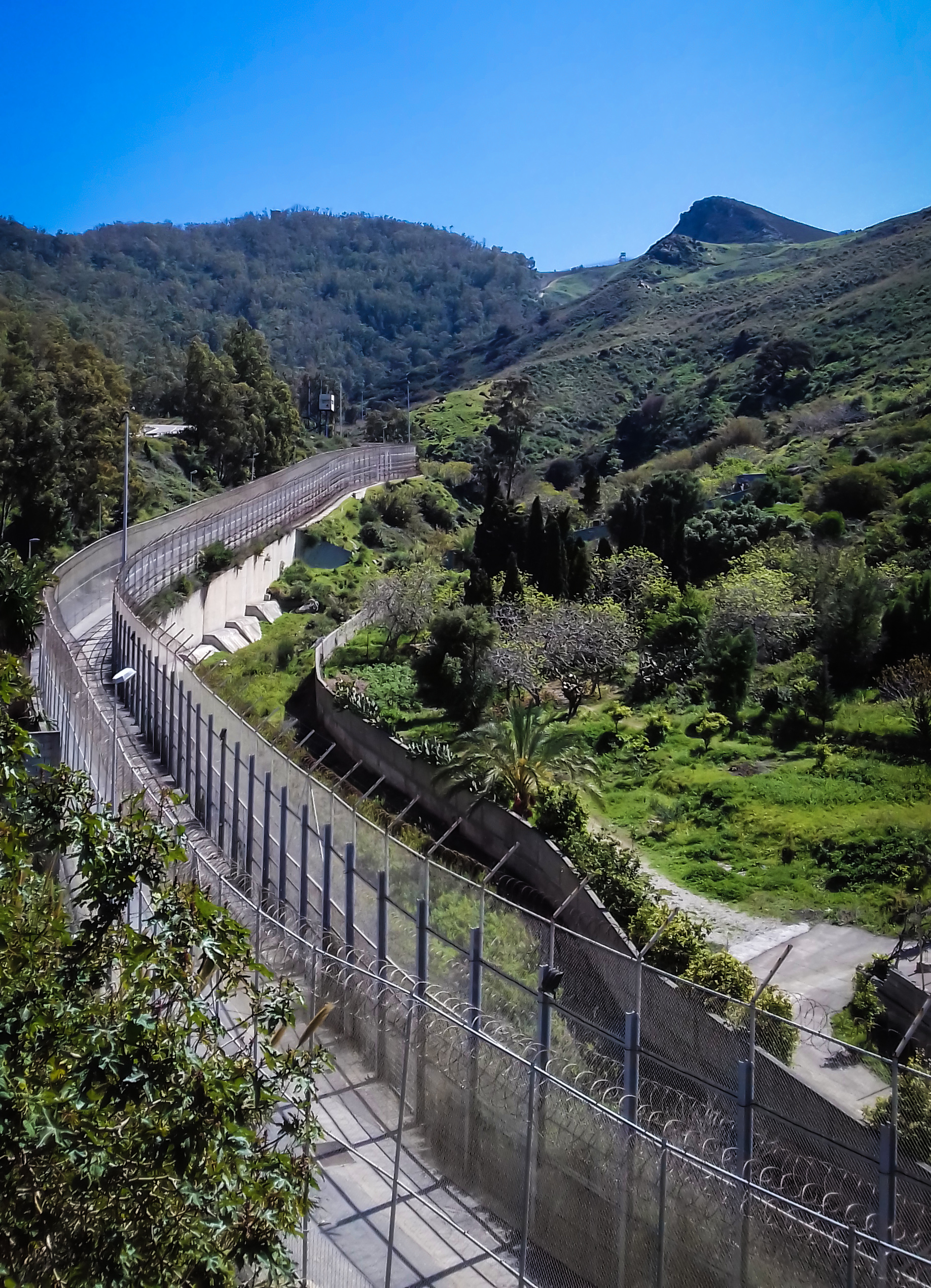
Ceuta-Marokko grenshek
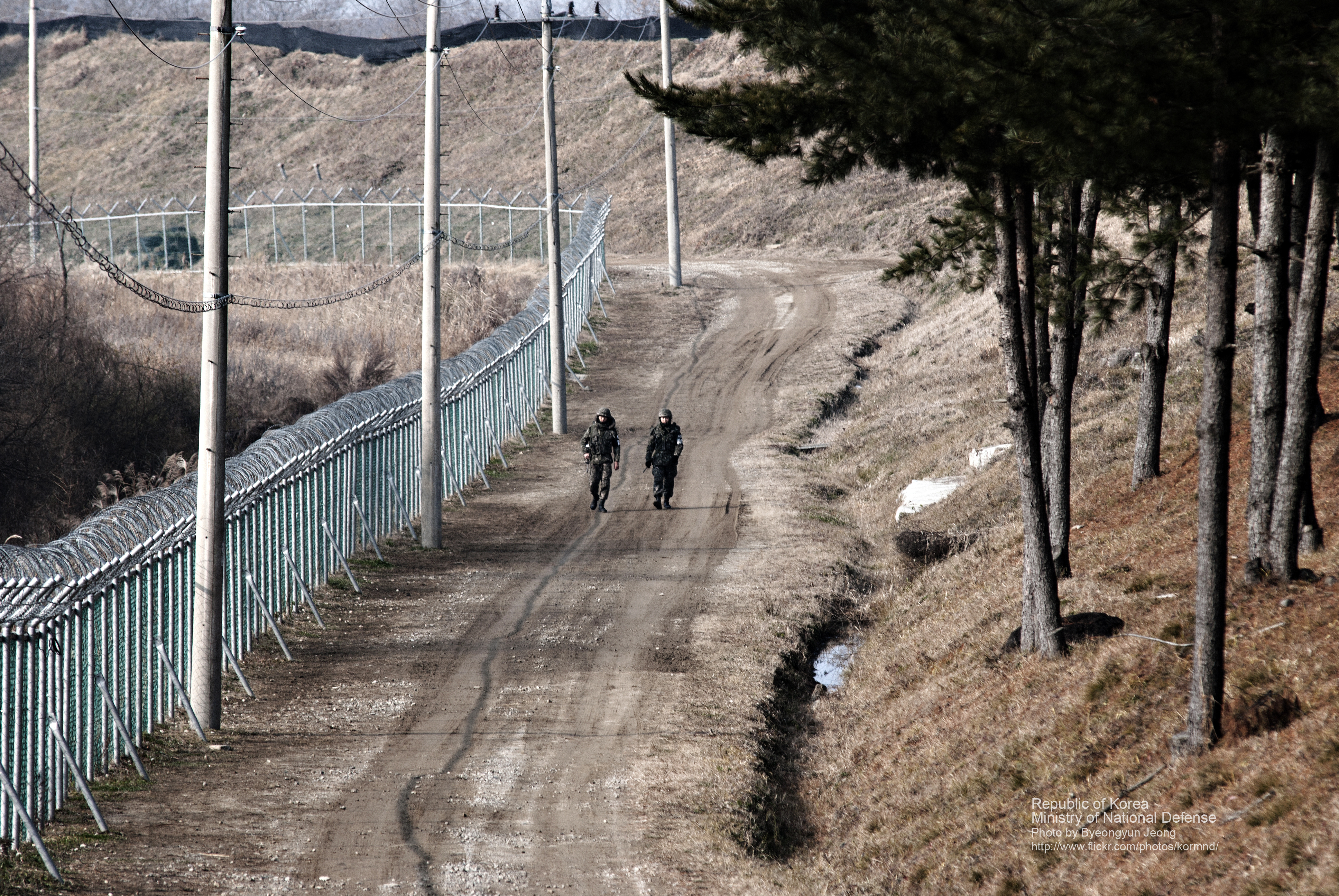
Koreaanse gedemilitariseerde zone
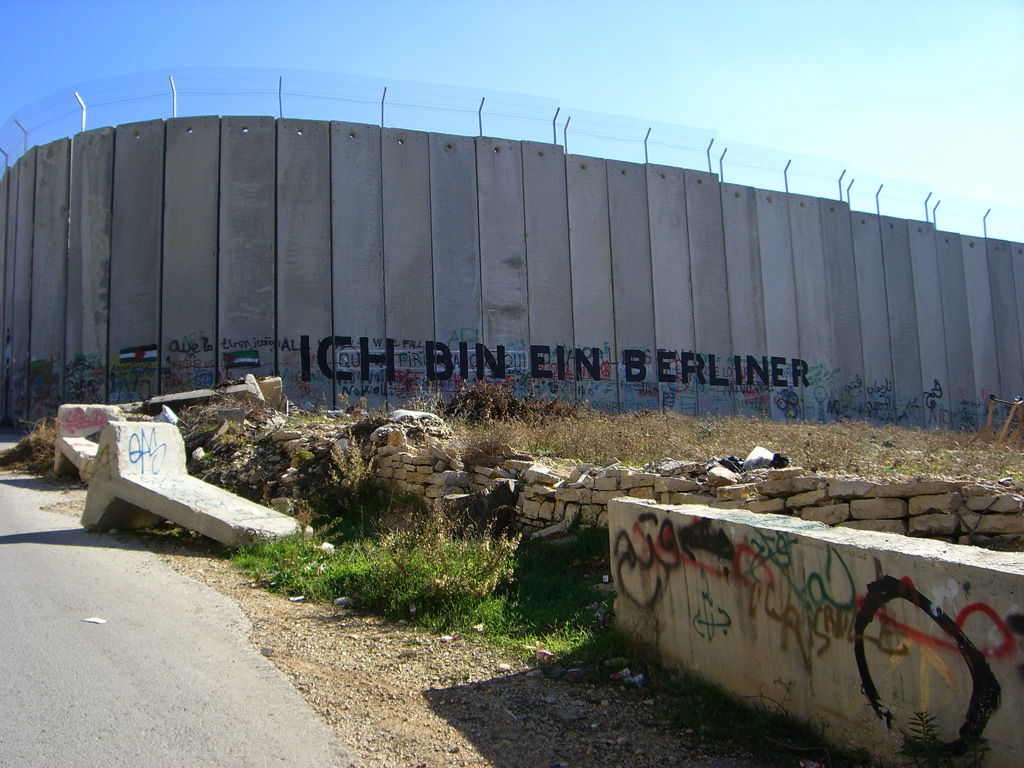
Israëlische Westoeverbarrière
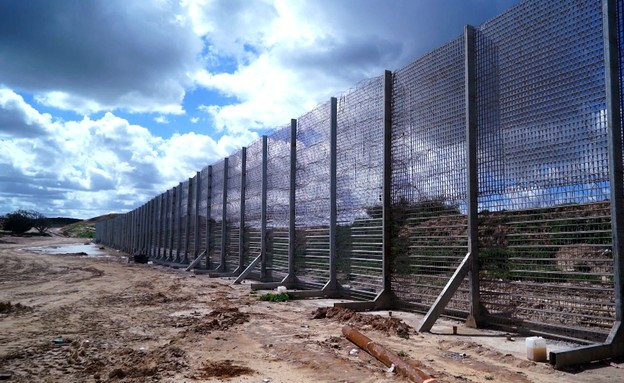
Israël-Gazabarrière

## Financieel-economisch

### Bedrijven
Het onderzoeksrapport The Business of Building Walls inventariseerde in 2019 de belangrijkste betrokken ondernemingen. De leveranciers van Europese grenshekken komen uit drie categorieën bedrijven: 
- bouwbedrijven en leveranciers van prikkel- en schrikdraad: een van de grootste is het Spaanse European Security Fencing (concertina-prikkeldraad);
- vliegtuigindustrie: vliegtuigen, helikopters en drones;
- scheepvaartindustrie: patrouilleboten van onder meer Damen Shipyards Group en Fincantieri;
- IT- en beveiligingsbedrijven: Indra Sistemas (grenshekbeveiliging, gebruikt in Ceuta en Melilla); Elbit Systems en Israel Aerospace Industries.

Tot de grootste betrokken ondernemingen behoren:
- Thales: radar- en sensorsystemen, maritieme bewakingsdrones, opsporing van vluchtelingen via mobiele apps, satellieten voor grensbeveiliging  (HAPS). Thales was betrokken bij 27 EU-onderzoeksprojecten op het gebied van grensbeveiliging.
- Leonardo (voorheen Leonardo-Finmeccanica): helikopters en drones voor grensbeveiliging, satellietobservatieprojecten (via Telespazio). Leonardo was betrokken bij 24 EU-onderzoeksprojecten op het gebied van grensveiligheid en -controle, waaronder de ontwikkeling van Eurosur.
- Airbus: helikopters, ingezet in de maritieme operaties Sophia, Poseidon en Triton. Airbus nam deel aan minstens 13 EU-grensveiligheidsprojecten, waaronder OCEAN 2020, PERSEUS en LOBOS.

Diezelfde bedrijven hadden via lobbygroepen grote invloed op het grensbeleid van de Europese Unie, en behoren omgekeerd ook tot de top vier van grootste Europese wapenhandelaars naar het Midden-Oosten en Noord-Afrika. Volgens critici dragen ze zo bij tot de conflicten die gedwongen migratie veroorzaken.

### Financiering
Alle financiële ramingen zijn uiteraard onderschattingen, deels omdat de grenshekken worden gefinancierd door verschillende financieringsmechanismen, nationaal en internationaal, en deels door een gebrek aan transparantie van de gegevens. Europese lidstaten spendeerden sedert het einde van de Koude Oorlog meer dan 1 miljard euro aan grensbarrières. Financiering door de EU gebeurde via het Buitengrenzenfonds (1,7 miljard euro, 2007-2013) en het Fonds voor interne veiligheid - Grenzenfonds (2,76 miljard euro, 2014-2020). In de begroting 2021-2027 is 8,02 miljard euro uitgetrokken voor het Fonds voor geïntegreerd grensbeheer, 11,27 miljard euro voor Frontex en 1,9 miljard euro voor identiteitsdatabanken en Eurosur (het Europees grensbewakingssysteem).
Een ander financieel aspect is de mogelijke corruptie bij het toekennen van contracten voor levering en beveiliging.

## Milieu

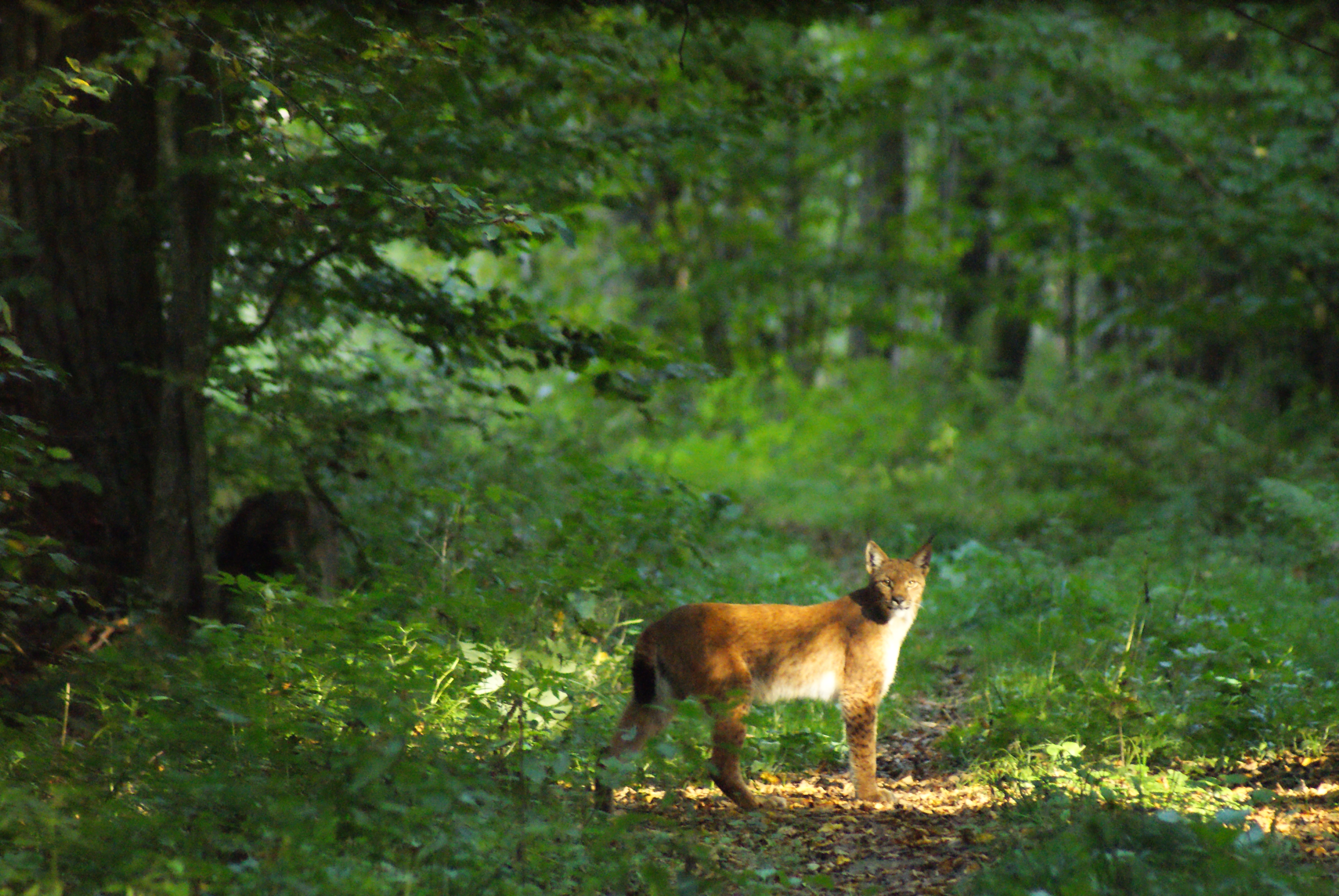
Lynx in het Woud van Białowieża.

Grensbarrières hebben in sommige gevallen een gunstige ecologische invloed, wanneer door de versperring de menselijke activiteit in de zone wordt beperkt. Sommige dieren weten zich ook onder of tussen de versperringen een weg te banen. Maar in vele gevallen wordt het wild verstoord: grotere dieren raken in prikkeldraad verstrikt, of deinzen terug en dan wordt hun leefgebied verknipt, wat fataal kan zijn voor de genetische variatie van de soort, en dus voor hun voortbestaan. Het Poolse Woud van Białowieża wordt door het grenshek met Wit-Rusland in tweeën geknipt, wat de terugkeer van beren bemoeilijkt, en populaties van bizons, wolven, herten, elanden halveert. Uitsterven is daarom een reëel risico voor de bedreigde Euraziatische lynx, die ook in de Dinarische Alpen wordt bedreigd door het grenshek tussen Slovenië en Kroatië. Het grenshek in Kasjmir is nefast voor de schroefhoorngeit. De Chinese muur scheidt het leefgebied van wilde ezels en Mongoolse gazelles. En zelfs vogels zoals de dwerguil hebben moeite met het overvliegen van de “Muur van Trump”.